# Докля Теодор
Докля Теодор (11.11. 1931- лютий 1982) – лемківський діяч, письменник.

## З біографії
Народ. 11 листопада 1931 р. у с. Ясінка Турківського повіту. Був виселений до Польщі. Друкував етнографічні матеріали про Лемківщину в польських виданнях. 
1961р. емігрував до США.  
1967 р. став секретарем Лемко-Союзу, незабаром був виключений із нього за спробу нейтралізувати прокомуністичну орієнтацію. 
1982 р. помер  у м. Йонкерс.

## Творчість
Автор віршів, оповідань, нарисів про життя лемків.